# Dora Vasconcellos
Dora Alencar Vasconcellos (1910-Puerto España, Trinidad y Tobago, 1973) fue una poeta y diplomática brasileña. Se le considera impulsora de la bossa nova en Estados Unidos en la década de 1960, cuando era cónsul general de Brasil en Nueva York. También fue embajadora en Canadá y en Trinidad y Tobago desde 1970 hasta la fecha de su muerte en 1973.
Sus poemas más conocido son "Canción de amor", "Melodía sentimental" y "Canto triste" pues fueron interpretado por Heitor Villa-Lobos en la composición The Amazon Forest.

## Publicaciones
- 1952: Palavra Sem Eco[4] (116 ejemplares).[5]
- 1958: Surdina do contemplado[6][7]
- 1963: O Grande Caminho do Branco[8]